# Ivan Trajkovič
Ivan Konrad Trajkovič (Zagreb, 1 de septiembre de 1991) es un deportista esloveno que compite en taekwondo.
Ganó dos medallas de bronce en el Campeonato Mundial de Taekwondo, en los años 2013 y 2017, y dos medallas en el Campeonato Europeo de Taekwondo, plata en 2012 y bronce en 2018.
Participó en dos Juegos Olímpicos de Verano, en los años 2012 y 2020, ocupando el quinto lugar en Tokio 2020, en la categoría de +80 kg.

## Palmarés internacional
| Campeonato Mundial | Campeonato Mundial       | Campeonato Mundial | Campeonato Mundial |
| Año                | Lugar                    | Medalla            | Categoría          |
| ------------------ | ------------------------ | ------------------ | ------------------ |
| 2013               | Puebla (México)          | Medalla de bronce  | +87 kg             |
| 2017               | Muju (Corea del Sur)     | Medalla de bronce  | –87 kg             |
| Campeonato Europeo |                          |                    |                    |
| Año                | Lugar                    | Medalla            | Categoría          |
| 2012               | Mánchester (Reino Unido) | Medalla de plata   | +87 kg             |
| 2018               | Kazán (Rusia)            | Medalla de bronce  | –87 kg             |